# Bob Bryan
Robert Charles Bryan (ur. 29 kwietnia 1978 w Camarillo, Kalifornia) – amerykański tenisista, mistrz szesnastu turniejów wielkoszlemowych w grze podwójnej (Karierowy Wielki Szlem i Niekalendarzowy Wielki Szlem) i siedmiu w grze mieszanej, czterokrotny triumfator ATP World Tour Finals w grze podwójnej, lider rankingu ATP w grze podwójnej, złoty medalista igrzysk olimpijskich z Londynu (2012) oraz brązowy medalista igrzysk olimpijskich z Pekinu (2008) w grze podwójnej, zdobywca Pucharu Davisa 2007 wraz z drużyną Stanów Zjednoczonych. Brat bliźniak Mike’a Bryana, z którym współtworzył parę deblową.

## Życie prywatne
Robert Bryan jest synem Wayne’a i Kathy Bryanów, nauczycieli tenisa. Jego brat bliźniak, Mike Bryan, jest od niego starszy o dwie minuty. Ojciec Wayne jest prawnikiem, muzykiem, narodowym trenerem tenisowym, komentatorem i trzykrotnie został wybrany Trenerem Roku przez WTT. Angażował się w wiele działań organizacji ATP, między innymi Dni Dziecka organizowane podczas różnych turniejów. Matka Kathy, z domu Blake, to była tenisistka, która czterokrotnie występowała w wielkoszlemowym Wimbledonie i doszła do ćwierćfinału gry mieszanej w 1965 roku.
Bob Bryan lubi grać w koszykówkę. Razem z bratem założył zespół muzyczny, w którym gra na keyboardzie, a Mike na bębnach i gitarze. Organizują koncerty podczas imprez tenisowych i spotkań charytatywnych na całym świecie. Podczas US Open 2009 wydali własny album, zatytułowany Let it rip.
Dnia 13 grudnia 2010 roku poślubił w Miami prawniczkę Michelle Alvarez. 31 stycznia 2012 roku na Florydzie urodziła się ich córka, Micaela Brooke Bryan. Dziewczynka otrzymała imię na cześć swojej prababci Micaeli oraz na cześć mamy Michelle i wuja Michaela.

## Kariera tenisowa
Robert Bryan, znany na światowych arenach jako Bob Bryan, rozpoczął treningi tenisowe już w wieku dwóch lat. Był tenisistą leworęcznym z jednoręcznym backhandem. Od sierpnia 1994 roku występował w turniejach juniorskich Międzynarodowej Federacji Tenisowej. W 1996 roku razem z bratem Mikiem zwyciężył w wielkoszlemowym US Open w grze podwójnej chłopców. W klasyfikacjach do lat osiemnastu zajmował najwyżej 31. miejsce w singlu i 12. w deblu, miało to miejsce na zakończenie sezonu 1996.
W sierpniu 1995 roku bracia Bryanowie po raz pierwszy zagrali w seniorskim turnieju wielkoszlemowym w grze podwójnej. W pierwszej rundzie US Open ulegli 0:6, 4:6 Grantowi Connellowi i Patrickowi Galbraithowi. Pierwszy profesjonalny mecz wygrali w Atlancie, w kwietniu 1996 roku, pokonując Marka Keila i Dave’a Randalla 7:6, 7:6. W lipcu 1997 roku Amerykanin zadebiutował w zawodach ATP World Tour w grze pojedynczej. W pojedynku otwarcia w Los Angeles musiał uznać jednak wyższość rodaka Glenna Weinera i odpadł z wynikiem 4:6, 3:6. W roku 1998 otrzymał status profesjonalnego tenisisty.
W sierpniu wygrał swój pierwszy mecz w drabince głównej turnieju ATP. Stało się to w Indianapolis, a pokonał 6:1, 0:6, 6:1 rodaka Steve’a Campbella (przegrał potem z Marcelo Riosem). Odnosił sukcesy w mniejszych zawodach, challengerach i futuresach, głównie na terenie Stanów Zjednoczonych. W marcu 1999 roku Bryanowie dotarli do ćwierćfinałów dwóch ważnych turniejów, w Indian Wells i Miami, co zapewniło im awans do grona stu najlepszych deblistów świata. Pokonali tam m.in. Jonasa Bjorkmana, Patricka Raftera i Fabrice’a Santoro. Miesiąc później po raz pierwszy zagrali w finale w Orlando, pokonani przez Jima Couriera i Todda Woodbridge’a.
W czerwcu 2000 Bob Bryan osiągnął swój najlepszy indywidualny rezultat, awansując do ćwierćfinału w Queen’s Club w Londynie. Pokonał po drodze m.in. Tima Henmana, a potem Maksa Mirnego, przegrał z Pete’em Samprasem. Liczne sukcesy w challengerach zapewniły mu 113. miejsce na światowej liście singlowej ATP, według notowań z dnia 13 listopada. Nigdy potem nie był klasyfikowany wyżej w tym rankingu. We wrześniu 2000 awansował wspólnie ze swoim bratem po raz pierwszy do wielkoszlemowego ćwierćfinału, podczas US Open, pokonani przez Ricka Leacha i Ellisa Ferreirę. W lutym 2001 w Memphis Bryanowie po raz pierwszy zakończyli zawody jako niepokonani. Zapewniło im to awans do czołowej pięćdziesiątki deblowej klasyfikacji ATP. Latem wygrali również w Queen’s Clubie i znaleźli się w półfinale Wimbledonu, pokonując w trzecim meczu Björkmana i Woodbridge’a. W tym sezonie zdobyli jeszcze mistrzostwa w Newport i Los Angeles, doszli ponadto do finału w Waszyngtonie. Zostali siódmym deblem świata na koniec sezonu i pierwszym rodzeństwem, które wspólnie wygrało cztery turnieje w jednym roku (dotychczasowymi rekordzistami byli bracia Gullicksonowie, którzy w latach 1978 i 1982 wygrywali po trzy imprezy).
Rok 2002 Bryanowie rozpoczęli od finału w Adelaide i ćwierćfinału Australian Open. Tydzień po tygodniu zwyciężali w Acapulco i Scottsdale, eliminując między innymi najlepszych wówczas na świecie Donalda Johnsona i Jareda Palmera. Latem triumfowali w Newport, a potem w zawodach z serii Masters Series w Toronto po finale z najwyżej rozstawionymi Markiem Knowlesem i Danielem Nestorem. Zagrali w półfinale Wimbledonu i US Open, wieńcząc sezon triumfem w Bazylei. Zostali sklasyfikowani w gronie dziesięciu najlepszych deblistów globu. Bob Bryan wystąpił też w finale gry mieszanej US Open (pierwszy wielkoszlemowy finał w karierze) w parze z Katariną Srebotnik. Pokonali ich Mike Bryan i jego partnerka Lisa Raymond.
W kwietniu 2003 roku bliźniacy wywalczyli kolejny tytuł, w Barcelonie. W czerwcu po raz pierwszy został wielkoszlemowym mistrzem w grze podwójnej, a puchar przywiózł z paryskiego French Open. W finale Amerykanie w dwóch setach pokonali Paula Haarhuisa i Jewgienija Kafelnikowa. Dzięki temu sukcesowi Bryan awansował na trzecie miejsce w deblowym rankingu ATP. Finał US Open przegrał w deblu z Bjorkmanem i Woodbridge’em, natomiast u boku Katariny Srebotnik zdobył swoje pierwsze mistrzostwo mikstowe. Wynik z Nowego Jorku sprawił, że Bryanowie zostali nowymi liderami klasyfikacji ATP w grze podwójnej, według notowań z 8 września 2003 roku. Zastąpili na tym miejscu Maksa Mirnego, ale po sześciu tygodniach ponownie musieli oddać prowadzenie Białorusinowi.
W styczniu 2004 jako najwyżej rozstawieni Bryanowie awansowali do finału Australian Open, pokonani przez Michaela Llodrę i Fabrice’a Santoro. Od 2 lutego do 6 czerwca byli najlepszymi deblistami świata według rankingów, stracili tę pozycję po French Open na rzecz Jonasa Björkmana. W listopadzie wygrali Masters Cup, rozgrywane w Houston. W finale ich przeciwnikami byli Wayne Black i Kevin Ullyett. Amerykanin dodatkowo obronił mikstowy tytuł na US Open, tym razem jego partnerką była Wiera Zwonariowa.
W roku 2005 Bryanowie wygrali po raz trzeci z rzędu przynajmniej pięć trofeów w jednym sezonie. Zdobyli swoje drugie mistrzostwo w wielkoszlemowym US Open, ale zagrali w finałach wszystkich czterech takich turniejów (jako drugi debel w ciągu ostatnich pięćdziesięciu lat, wcześniej w 1999 dokonali tego Mahesh Bhupathi i Leander Paes). Powrócili na pierwsze miejsce w światowych notowaniach. W Waszyngtonie odnieśli swój trzysetny wspólnie wygrany mecz. Ponadto zagrali w półfinałach Masters Cup, do których zakwalifikowali się po raz trzeci z rzędu. Jednocześnie Bob Bryan zrezygnował z profesjonalnych występów w grze pojedynczej na rzecz kariery deblowej. W 2006 bracia zdobyli Karierowego Wielkiego Szlema, triumfując po raz pierwszy na kortach Wimbledonu po finale z Fabrice’em Santoro i Nenadem Zimonjiciem. W swoim trzecim z rzędu finale Australian Open zdobyli pierwszy tytuł w Melbourne. Jako trzecia para w historii ery open wystąpili w siedmiu finałach wielkoszlemowych z rzędu (poprzednio tego dokonali Todd Woodbridge i Mark Woodforde). Bryan zwyciężył w grze mieszanej w US Open. Partnerowała mu Martina Navratilova i był to ostatni mecz w jej wieloletniej karierze. Ponadto został mikstowym wicemistrzem Wimbledonu u boku Venus Williams.
W 2007 Amerykanie obronili tytuł z Australian Open i przegrali finał Wimbledonu. Zakończyli sezon na pierwszym miejscu po raz czwarty w ciągu pięciu lat (nikt wcześniej nie osiągnął takiego rezultatu). Wywalczyli prawo gry w Masters Cup, jednak zrezygnowali z występu z powodu kontuzji łokcia Mike’a. W listopadzie weszli w skład amerykańskiej drużyny, która zdobyła Puchar Davisa. W roku 2008 bliźniacy zostali wyprzedzeni w klasyfikacji rankingowej przez Daniela Nestora i Nenada Zimonjicia. Przegrali z nimi finałowy mecz Masters Cup, którego zwycięzcy mieli zostać liderami rankingu na koniec sezonu. Ponadto wywalczyli brązowy medal na igrzyskach olimpijskich w Pekinie; przegrali z późniejszymi mistrzami olimpijskimi, Rogerem Federerem i Stanislasem Wawrinką. Zdobyli szósty tytuł wielkoszlemowy, triumfując w US Open. Bracia spotkali się również w mikstowym finale Wimbledonu, gdzie Bob w parze z Samanthą Stosur okazali się lepsi od Mike’a i Katariny Srebotnik. Bryan wygrał też Roland Garros razem z Wiktoryją Azaranką.
W sezonie 2009 Bryanowie odnieśli mistrzostwo Australian Open, finał Wimbledonu i półfinał French Open. Zostali najlepszym deblem w historii amerykańskich rozgrywek o Puchar Davisa, zapisując na swoim koncie najwięcej zwycięstw w historii. Powrócili na pierwsze miejsce rankingu deblowego na koniec sezonu dzięki triumfowi w World Tour Finals. Po raz piąty w karierze okazali się najlepszymi graczami w grze podwójnej na koniec roku, czym wyrównali rekord Woodbridge’a i Woodforde’a, a rok później zostali samodzielnymi liderami w tej statystyce. W 2010 zwyciężyli we wszystkich finałach, w jakich wystąpili, w tym w Australian Open (czwarty triumf w Melbourne). W lutym zostali pierwszą drużyną w erze open, która wygrała sześćset profesjonalnych meczów. We wrześniu po raz trzeci zostali mistrzami US Open. Amerykanin dodatkowo wywalczył tytuł w Nowym Jorku w grze mieszanej razem z Liezel Huber i jako pierwszy mężczyzna od czasów Kevina Currena (1982) wygrał dwie konkurencje na Flushing Meadows.
W styczniu 2011 roku wywalczyli dziesiąte mistrzostwo wielkoszlemowe, w Australian Open i jedenaste w Wimbledonie. Pod koniec roku wyprzedzili Johna McEnroe’a na pozycji lidera klasyfikacji ilości tygodni spędzonych na pierwszym miejscu światowych list deblowych – ich rodak był numerem jeden przez 269 tygodni.
W sezonie 2012 Bryanowie zostali finalistami turnieju Australian Open, w finale którego przegrali z Leanderem Paesem oraz Radkiem Štěpánkiem. Podczas French Open również doszli do finału, w którym przegrali z Maksem Mirnym i Danielem Nestorem. Na Wimbledonie dotarli do półfinału, w którym przegrali z triumfatorami, Jonathanem Marrayem i Frederikiem Nielsenem. W turnieju rangi ATP World Tour 250 w Londynie także osiągnęli finał, w którym przegrali z Mirnym i Nestorem. Razem z bratem zdobyli złoty medal igrzysk olimpijskich z Londynu (2012) w grze podwójnej. W meczu finałowym pokonali debel Michaël Llodra-Jo-Wilfried Tsonga wynikiem 6:4, 7:6(2). Oprócz tego zwyciężyli jeszcze w Sydney, Monte Carlo, Nicei i Toronto. We wrześniu Bob Bryan wywalczył dwunasty tytuł wielkoszlemowy, na US Open, po zwycięstwie w finale 6:3, 6:4 nad Leanderem Paesem i Radkiem Štěpánkiem.
Rok 2013 Amerykanin zaczął, wspólnie z bratem, od zwycięstwa w Sydney, w ramach przygotowań do Australian Open. W Melbourne bliźniacy wygrali po raz trzynasty w imprezie wielkoszlemowej, wyprzedzając w ilości tytułów w zawodach tej rangi Australijczyków Johna Newcombe’a i Tony’ego Roche’a, którzy triumfowali w zmaganiach wielkoszlemowych dwanaście razy. W połowie marca Amerykanin, wraz ze swoim bratem, odniósł sukces wygrywając po raz pierwszy w karierze zawody w Indian Wells. W finale para z USA pokonała Treata Hueya i Jerzego Janowicza. W Monte Carlo, kolejnym turnieju rangi ATP World Tour Masters 1000, bracia osiągnęli finał, ulegając w nim parze Julien Benneteau–Nenad Zimonjić. Kolejne dwa tytuły o randze ATP World Tour Masters 1000 Bryanowie wywalczyli w Madrycie i Rzymie. Na początku czerwca, po dziesięciu latach, bliźniacy odnieśli zwycięstwo w Rolandzie Garrosie. Do finału awansowali bez straty seta, a w spotkaniu o tytuł pokonali 6:4, 4:6, 7:6(4) Michaëla Llodrę i Nicolasa Mahuta. Dziewięćdziesiąty tytuł w karierze Bob Bryan wywalczył w Londynie (Queen’s). Wspólnie ze swoim bratem wygrał w decydującym pojedynku z Alexanderem Peyą i Bruno Soaresem. Następnie po raz trzeci w karierze triumfowali na kortach Wimbledonu, pokonując w meczu mistrzowskim parę Ivan Dodig–Marcelo Melo wynikiem 3:6, 6:3, 6:4, 6:4. Podczas US Open Series bracia Bryanowie byli najlepsi w Cincinnati. Na początku listopada bliźniacy odnieśli zwycięstwo w halowym turnieju w Paryżu.
Pierwszy finał braci w sezonie 2014 nastąpił podczas zawodów w Memphis, gdzie przegrali z Erikiem Butoracem i Ravenem Klaasenem 4:6, 4:6. Następnie triumfowali w Delray Beach 6:2, 6:3 z Františkiem Čermákiem i Michaiłem Jełginem. Od początku marca przez kolejne sześć tygodni Amerykanie odnosili same zwycięstwa w turniejach ATP World Tour. W Indian Wells wygrali w finale 6:4, 6:3 z Alexandrem Peyą i Bruno Soaresem. W Miami pokonali 7:6(8), 6:4 Juana Sebastiána Cabala i Roberta Faraha w meczu mistrzowskim. W Houston w spotkaniu finałowym okazali się lepsi od Davida Marrero i Fernando Verdasco, z którymi zwyciężyli 4:6, 6:4, 11–9. W zawodach na korcie ziemnym w Monte Carlo wygrali w finale z Ivanem Dodigiem i Marcelo Melo 6:3, 3:6, 10–8. W Madrycie bracia osiągnęli finał, w którym przegrali z Danielem Nestorem i Nenadem Zimonjiciem 4:6, 2:6. Na Wimbledonie Amerykanie przegrali w finale 7:6(5), 6:7(3), 6:4, 3:6, 7:5 z parą Vasek Pospisil–Jack Sock. Zrewanżowali się w Cincinnati, pokonując przeciwników 6:3, 6:2. Kolejny triumf osiągnęli w US Open, triumfując 6:3, 6:4 nad Marcelem Granollersem Markiem Lópezem. W Szanghaju bracia wygrali 6:3, 7:6(3) z Julienem Benneteau i Édouardem Rogerem-Vasselinem, natomiast w Paryżu pokonali 7:6(5), 5:7, 10-6 Marcina Matkowskiego i Jürgena Melzera. Pod koniec sezonu wygrali turniej ATP World Tour Finals w Londynie, w meczu mistrzowskim pokonując Ivana Dodiga i Marcelo Melo 6:7(5), 6:2, 10-7.
Pierwsze turniejowe zwycięstwo Bryanów w sezonie 2015 nastąpiło w Delray Beach, gdzie pokonali Ravena Klaasena oraz Leandera Paesa 6:3, 3:6, 10-6. Następnie obronili tytuł w Miami dzięki wygranej 6:3, 1:6, 10-8 z Vaskiem Pospisilem i Jackiem Sockiem. Kolejny wygrany finał zanotowali w Monte Carlo, pokonując w nim 7:6(3), 6:1 Włochów Simone Bolelliego i Fabia Fogniniego. Na French Open para awansowała do finału, w którym musiała uznać wyższość Dodiga i Melo – Amerykanie przegrali 7:6(5), 6:7(5), 5:7. Kolejne zwycięstwa Amerykanie osiągnęli w Stanach Zjednoczonych – w Atlancie pokonali Colina Fleminga i Gilles’a Müllera 4:6, 7:6(2), 10-4, zaś w Waszyngtonie wygrali 6:4, 6:2 z Ivanem Dodigiem oraz Marcelo Melo. Szóste zwycięstwo w tym sezonie zanotowali w Montrealu, gdzie pokonali parę Daniel Nestor–Édouard Roger-Vasselin 7:6(5), 3:6, 10–6.
W sezonie 2016 pierwszy wspólny finał braci Bryanów miał miejsce w drugiej połowie lutego podczas zawodów w Delray Beach, lecz ulegli Oliverowi Marachowi oraz Fabrice Martinowi, nie broniąc tytułu wywalczonego w poprzedniej edycji. Kolejne turnieje w Indian Wells i Miami zakończyli odpowiednio na ćwierćfinale i półfinale. W kwietniu duet ten wygrał dwa turnieje rozgrywane w Houston i Barcelonie, a w międzyczasie odpadli w 1/8 finału w Monako. Ostatni finał w sezonie osiągnęli podczas French Open ponosząc porażkę z Feliciano Lópezez i Markiem Lópezem.
W 2020 roku bracia Bryan ogłosili zakończenie kariery zawodowej.

### Finały w turniejach ATP Tour
| Legenda                                      |
| -------------------------------------------- |
| Wielki Szlem                                 |
| Igrzyska olimpijskie                         |
| Tennis Masters Cup / ATP Finals              |
| ATP Masters Series / ATP Tour Masters 1000   |
| ATP International Series Gold / ATP Tour 500 |
| ATP International Series / ATP Tour 250      |

#### Gra mieszana (7–2)
| Końcowy wynik | Nr | Data             | Turniej            | Nawierzchnia | Partnerka           | Przeciwnicy                        | Wynik finału      |
| ------------- | -- | ---------------- | ------------------ | ------------ | ------------------- | ---------------------------------- | ----------------- |
| Finalista     | 1. | 6 września 2002  | US Open, Nowy Jork | Twarda       | Katarina Srebotnik  | Lisa Raymond Mike Bryan            | 6:7(9), 6:7(1)    |
| Zwycięzca     | 1. | 7 września 2003  | US Open, Nowy Jork | Twarda       | Katarina Srebotnik  | Lina Krasnorucka Daniel Nestor     | 5:7, 7:5, 10–5    |
| Zwycięzca     | 2. | 11 września 2004 | US Open, Nowy Jork | Twarda       | Wiera Zwonariowa    | Alicia Molik Todd Woodbridge       | 6:3, 6:4          |
| Finalista     | 2. | 9 lipca 2006     | Wimbledon, Londyn  | Trawiasta    | Venus Williams      | Wiera Zwonariowa Andy Ram          | 3:6, 2:6          |
| Zwycięzca     | 3. | 9 września 2006  | US Open, Nowy Jork | Twarda       | Martina Navrátilová | Květa Peschke Martin Damm          | 6:2, 6:3          |
| Zwycięzca     | 4. | 7 czerwca 2008   | French Open, Paryż | Ceglana      | Wiktoryja Azaranka  | Katarina Srebotnik Nenad Zimonjić  | 6:2, 6:3          |
| Zwycięzca     | 5. | 6 lipca 2008     | Wimbledon, Londyn  | Trawiasta    | Samantha Stosur     | Katarina Srebotnik Mike Bryan      | 7:5, 6:4          |
| Zwycięzca     | 6. | 7 czerwca 2009   | French Open, Paryż | Ceglana      | Liezel Huber        | Vania King Marcelo Melo            | 5:7, 7:6(4), 10–7 |
| Zwycięzca     | 7. | 11 września 2010 | US Open, Nowy Jork | Twarda       | Liezel Huber        | Květa Peschke Aisam-ul-Haq Qureshi | 6:4, 6:4          |

#### Gra podwójna (119–59)
| Końcowy wynik | Nr   | Data                 | Turniej                    | Nawierzchnia    | Partner    | Przeciwnicy                             | Wynik finału                  |
| ------------- | ---- | -------------------- | -------------------------- | --------------- | ---------- | --------------------------------------- | ----------------------------- |
| Finalista     | 1.   | 25 kwietnia 1999     | Orlando                    | Ceglana         | Mike Bryan | Jim Courier Todd Woodbridge             | 6:7(4), 4:6                   |
| Zwycięzca     | 1.   | 25 lutego 2001       | Memphis                    | Twarda (hala)   | Mike Bryan | Alex O’Brien Jonathan Stark             | 6:3, 7:6(3)                   |
| Zwycięzca     | 2.   | 17 czerwca 2001      | Londyn (Queen’s)           | Trawiasta       | Mike Bryan | Eric Taino David Wheaton                | 6:3, 3:6, 6:1                 |
| Zwycięzca     | 3.   | 15 lipca 2001        | Newport                    | Trawiasta       | Mike Bryan | André Sá Glenn Weiner                   | 6:3, 7:5                      |
| Zwycięzca     | 4.   | 29 lipca 2001        | Los Angeles                | Twarda          | Mike Bryan | Jan-Michael Gambill Andy Roddick        | 7:5, 7:6(6)                   |
| Finalista     | 2.   | 19 sierpnia 2001     | Waszyngton                 | Twarda          | Mike Bryan | Martin Damm David Prinosil              | 6:7(5), 3:6                   |
| Finalista     | 3.   | 6 stycznia 2002      | Adelaide                   | Twarda          | Mike Bryan | Wayne Black Kevin Ullyett               | 5:7, 2:6                      |
| Finalista     | 4.   | 24 lutego 2002       | Memphis                    | Twarda (hala)   | Mike Bryan | Brian MacPhie Nenad Zimonjić            | 3:6, 6:3, 4–10                |
| Zwycięzca     | 5.   | 3 marca 2002         | Acapulco                   | Ceglana         | Mike Bryan | Martin Damm David Rikl                  | 6:1, 3:6, 10–2                |
| Zwycięzca     | 6.   | 10 marca 2002        | Scottsdale                 | Twarda          | Mike Bryan | Mark Knowles Daniel Nestor              | 7:5, 7:6(6)                   |
| Zwycięzca     | 7.   | 14 lipca 2002        | Newport                    | Trawiasta       | Mike Bryan | Jürgen Melzer Alexander Popp            | 7:5, 6:3                      |
| Zwycięzca     | 8.   | 4 sierpnia 2002      | Toronto                    | Twarda          | Mike Bryan | Mark Knowles Daniel Nestor              | 4:6, 7:6(1), 6:3              |
| Finalista     | 5.   | 18 sierpnia 2002     | Waszyngton                 | Twarda          | Mike Bryan | Wayne Black Kevin Ullyett               | 6:3, 3:6, 5:7                 |
| Zwycięzca     | 9.   | 27 października 2002 | Bazylea                    | Dywanowa (hala) | Mike Bryan | Mark Knowles Daniel Nestor              | 7:6(1), 7:5                   |
| Finalista     | 6.   | 23 lutego 2003       | Memphis                    | Twarda (hala)   | Mike Bryan | Mark Knowles Daniel Nestor              | 2:6, 6:7(3)                   |
| Finalista     | 7.   | 16 marca 2003        | Indian Wells               | Twarda          | Mike Bryan | Wayne Ferreira Jewgienij Kafielnikow    | 6:3, 5:7, 4:6                 |
| Zwycięzca     | 10.  | 27 kwietnia 2003     | Barcelona                  | Ceglana         | Mike Bryan | Chris Haggard Robbie Koenig             | 6:4, 6:3                      |
| Zwycięzca     | 11.  | 7 czerwca 2003       | French Open, Paryż         | Ceglana         | Mike Bryan | Paul Haarhuis Jewgienij Kafielnikow     | 7:6(3), 6:3                   |
| Zwycięzca     | 12.  | 22 czerwca 2003      | Nottingham                 | Ceglana         | Mike Bryan | Joshua Eagle Jared Palmer               | 7:6(3), 4:6, 7:6(4)           |
| Zwycięzca     | 13.  | 17 sierpnia 2003     | Cincinnati                 | Twarda          | Mike Bryan | Wayne Arthurs Paul Hanley               | 7:5, 7:6(5)                   |
| Finalista     | 8.   | 7 września 2003      | US Open, Nowy Jork         | Twarda          | Mike Bryan | Jonas Björkman Todd Woodbridge          | 7:5, 0:6, 5:7                 |
| Zwycięzca     | 14.  | 16 listopada 2003    | Houston                    | Twarda          | Mike Bryan | Michaël Llodra Fabrice Santoro          | 6:7(6), 6:3, 3:6, 7:6(3), 6:4 |
| Zwycięzca     | 15.  | 11 stycznia 2004     | Adelaide                   | Twarda          | Mike Bryan | Arnaud Clément Michaël Llodra           | 7:5, 6:3                      |
| Finalista     | 9.   | 18 stycznia 2004     | Sydney                     | Twarda          | Mike Bryan | Jonas Björkman Todd Woodbridge          | 6:7(3), 5:7                   |
| Finalista     | 10.  | 31 stycznia 2004     | Australian Open, Melbourne | Twarda          | Mike Bryan | Michaël Llodra Fabrice Santoro          | 6:7(4), 3:6                   |
| Zwycięzca     | 16.  | 22 lutego 2004       | Memphis                    | Twarda (hala)   | Mike Bryan | Jeff Coetzee Chris Haggard              | 6:3, 6:4                      |
| Zwycięzca     | 17.  | 7 marca 2004         | Acapulco                   | Ceglana         | Mike Bryan | Juan Ignacio Chela Nicolás Massú        | 6:2, 6:3                      |
| Finalista     | 11.  | 16 maja 2004         | Hamburg                    | Ceglana         | Mike Bryan | Wayne Black Kevin Ullyett               | 4:6, 2:6                      |
| Zwycięzca     | 18.  | 13 czerwca 2004      | Londyn (Queen’s)           | Trawiasta       | Mike Bryan | Mark Knowles Daniel Nestor              | 6:4, 6:4                      |
| Zwycięzca     | 19.  | 19 lipca 2004        | Los Angeles                | Twarda          | Mike Bryan | Wayne Arthurs Paul Hanley               | 6:3, 7:6(6)                   |
| Finalista     | 12.  | 24 października 2004 | Madryt                     | Twarda (hala)   | Mike Bryan | Mark Knowles Daniel Nestor              | 3:6, 4:6                      |
| Zwycięzca     | 20.  | 31 października 2004 | Bazylea                    | Dywanowa (hala) | Mike Bryan | Lucas Arnold Ker Mariano Hood           | 7:6(9), 6:2                   |
| Zwycięzca     | 21.  | 14 listopada 2004    | Houston                    | Twarda          | Mike Bryan | Wayne Black Kevin Ullyett               | 4:6, 7:5, 6:4, 6:2            |
| Finalista     | 13.  | 29 stycznia 2005     | Australian Open, Melbourne | Twarda          | Mike Bryan | Wayne Black Kevin Ullyett               | 4:6, 4:6                      |
| Finalista     | 14.  | 20 lutego 2005       | Memphis                    | Twarda (hala)   | Mike Bryan | Simon Aspelin Todd Perry                | 4:6, 4:6                      |
| Zwycięzca     | 22.  | 27 lutego 2005       | Scottsdale                 | Twarda          | Mike Bryan | Wayne Arthurs Paul Hanley               | 7:5, 6:4                      |
| Finalista     | 15.  | 17 kwietnia 2005     | Monte Carlo                | Ceglana         | Mike Bryan | Leander Paes Nenad Zimonjić             | walkower                      |
| Finalista     | 16.  | 8 maja 2005          | Rzym                       | Ceglana         | Mike Bryan | Michaël Llodra Fabrice Santoro          | 4:6, 2:6                      |
| Finalista     | 17.  | 5 czerwca 2005       | French Open, Paryż         | Ceglana         | Mike Bryan | Jonas Björkman Maks Mirny               | 6:2, 1:6, 4:6                 |
| Zwycięzca     | 23.  | 12 czerwca 2005      | Londyn (Queen’s)           | Trawiasta       | Mike Bryan | Jonas Björkman Maks Mirny               | 7:6(9), 7:6(4)                |
| Finalista     | 18.  | 2 lipca 2005         | Wimbledon, Londyn          | Trawiasta       | Mike Bryan | Stephen Huss Wesley Moodie              | 6:7(4), 3:6, 7:6(2), 3:6      |
| Zwycięzca     | 24.  | 7 sierpnia 2005      | Waszyngton                 | Twarda          | Mike Bryan | Wayne Black Kevin Ullyett               | 6:4, 6:2                      |
| Zwycięzca     | 25.  | 11 września 2005     | US Open, Nowy Jork         | Twarda          | Mike Bryan | Wayne Black Kevin Ullyett               | 6:1, 6:4                      |
| Zwycięzca     | 26.  | 6 listopada 2005     | Paryż                      | Dywanowa (hala) | Mike Bryan | Mark Knowles Daniel Nestor              | 6:4, 6:7(3), 6:4              |
| Zwycięzca     | 27.  | 29 stycznia 2006     | Australian Open, Melbourne | Twarda          | Mike Bryan | Martin Damm Leander Paes                | 4:6, 6:3, 6:4                 |
| Zwycięzca     | 28.  | 5 marca 2006         | Las Vegas                  | Twarda          | Mike Bryan | Jaroslav Levinský Robert Lindstedt      | 6:3, 6:2                      |
| Finalista     | 19.  | 19 marca 2006        | Indian Wells               | Twarda          | Mike Bryan | Mark Knowles Daniel Nestor              | 4:6, 4:6                      |
| Finalista     | 20.  | 2 kwietnia 2006      | Miami                      | Twarda          | Mike Bryan | Jonas Björkman Maks Mirny               | 4:6, 4:6                      |
| Finalista     | 21.  | 11 czerwca 2006      | French Open, Paryż         | Ceglana         | Mike Bryan | Jonas Björkman Maks Mirny               | 7:6(5), 4:6, 5:7              |
| Zwycięzca     | 29.  | 9 lipca 2006         | Wimbledon, Londyn          | Trawiasta       | Mike Bryan | Fabrice Santoro Nenad Zimonjić          | 6:3, 4:6, 6:4, 6:2            |
| Zwycięzca     | 30.  | 30 lipca 2006        | Los Angeles                | Twarda          | Mike Bryan | Eric Butorac Jamie Murray               | 6:2, 6:4                      |
| Zwycięzca     | 31.  | 6 sierpnia 2006      | Waszyngton                 | Twarda          | Mike Bryan | Paul Hanley Kevin Ullyett               | 6:3, 5:7, 10–3                |
| Zwycięzca     | 32.  | 13 sierpnia 2006     | Toronto                    | Twarda          | Mike Bryan | Paul Hanley Kevin Ullyett               | 6:3, 7:5                      |
| Finalista     | 22.  | 20 sierpnia 2006     | Cincinnati                 | Twarda          | Mike Bryan | Jonas Björkman Maks Mirny               | 6:3, 3:6, 7–10                |
| Zwycięzca     | 33.  | 22 października 2006 | Madryt                     | Twarda (hala)   | Mike Bryan | Mark Knowles Daniel Nestor              | 7:5, 6:4                      |
| Zwycięzca     | 34.  | 28 stycznia 2007     | Australian Open, Melbourne | Twarda          | Mike Bryan | Jonas Björkman Maks Mirny               | 7:5, 7:5                      |
| Zwycięzca     | 35.  | 4 marca 2007         | Las Vegas                  | Twarda          | Mike Bryan | Jonatan Erlich Andy Ram                 | 7:6(2), 6:2                   |
| Zwycięzca     | 36.  | 1 kwietnia 2007      | Miami                      | Twarda          | Mike Bryan | Martin Damm Leander Paes                | 6:7(7), 6:3, 10–7             |
| Zwycięzca     | 37.  | 15 kwietnia 2007     | Houston                    | Ceglana         | Mike Bryan | Mark Knowles Daniel Nestor              | 7:6(3), 6:4                   |
| Zwycięzca     | 38.  | 22 kwietnia 2007     | Monte Carlo                | Ceglana         | Mike Bryan | Julien Benneteau Richard Gasquet        | 6:2, 6:1                      |
| Finalista     | 23.  | 13 maja 2007         | Rzym                       | Ceglana         | Mike Bryan | Fabrice Santoro Nenad Zimonjić          | 4:6, 7:6(4), 7–10             |
| Zwycięzca     | 39.  | 20 maja 2007         | Hamburg                    | Ceglana         | Mike Bryan | Paul Hanley Kevin Ullyett               | 6:3, 6:4                      |
| Finalista     | 24.  | 17 czerwca 2007      | Londyn (Queen’s)           | Trawiasta       | Mike Bryan | Mark Knowles Daniel Nestor              | 6:7(4), 5:7                   |
| Finalista     | 25.  | 7 lipca 2007         | Wimbledon, Londyn          | Trawiasta       | Mike Bryan | Arnaud Clément Michaël Llodra           | 7:6(5), 3:6, 4:6, 4:6         |
| Zwycięzca     | 40.  | 22 lipca 2007        | Los Angeles                | Twarda          | Mike Bryan | Scott Lipsky David Martin               | 7:6(5), 6:2                   |
| Zwycięzca     | 41.  | 5 sierpnia 2007      | Waszyngton                 | Twarda          | Mike Bryan | Jonatan Erlich Andy Ram                 | 7:6(5), 3:6, 10–7             |
| Finalista     | 26.  | 19 sierpnia 2007     | Cincinnati                 | Twarda          | Mike Bryan | Jonatan Erlich Andy Ram                 | 6:4, 3:6, 11–13               |
| Zwycięzca     | 42.  | 21 października 2007 | Madryt                     | Twarda (hala)   | Mike Bryan | Mariusz Fyrstenberg Marcin Matkowski    | 6:3, 7:6(4)                   |
| Zwycięzca     | 43.  | 28 października 2007 | Bazylea                    | Twarda (hala)   | Mike Bryan | James Blake Mark Knowles                | 6:1, 6:1                      |
| Zwycięzca     | 44.  | 4 listopada 2007     | Paryż                      | Twarda (hala)   | Mike Bryan | Daniel Nestor Nenad Zimonjić            | 6:3, 7:6(4)                   |
| Finalista     | 27.  | 13 stycznia 2008     | Sydney                     | Twarda          | Mike Bryan | Richard Gasquet Jo-Wilfried Tsonga      | 6:4, 4:6, 9–11                |
| Finalista     | 28.  | 17 lutego 2008       | Delray Beach               | Twarda          | Mike Bryan | Maks Mirny Jamie Murray                 | 4:6, 6:3, 6–10                |
| Finalista     | 29.  | 24 lutego 2008       | San Jose                   | Twarda (hala)   | Mike Bryan | Scott Lipsky David Martin               | 6:7(4), 5:7                   |
| Finalista     | 30.  | 9 marca 2008         | Las Vegas                  | Twarda          | Mike Bryan | Julien Benneteau Michaël Llodra         | 4:6, 6:4, 8–10                |
| Zwycięzca     | 45.  | 6 kwietnia 2008      | Miami                      | Twarda          | Mike Bryan | Mahesh Bhupathi Mark Knowles            | 6:2, 6:2                      |
| Zwycięzca     | 46.  | 4 maja 2008          | Barcelona                  | Ceglana         | Mike Bryan | Mariusz Fyrstenberg Marcin Matkowski    | 6:3, 6:2                      |
| Zwycięzca     | 47.  | 11 maja 2008         | Rzym                       | Ceglana         | Mike Bryan | Daniel Nestor Nenad Zimonjić            | 3:6, 6:4, 10–8                |
| Finalista     | 31.  | 18 maja 2008         | Hamburg                    | Ceglana         | Mike Bryan | Daniel Nestor Nenad Zimonjić            | 4:6, 7:5, 8–10                |
| Finalista     | 32.  | 27 lipca 2008        | Toronto                    | Twarda          | Mike Bryan | Daniel Nestor Nenad Zimonjić            | 2:6, 6:4, 6–10                |
| Zwycięzca     | 48.  | 3 sierpnia 2008      | Cincinnati                 | Twarda          | Mike Bryan | Jonatan Erlich Andy Ram                 | 4:6, 7:6(2), 10–7             |
| Zwycięzca     | 49.  | 7 września 2008      | US Open, Nowy Jork         | Twarda          | Mike Bryan | Lukáš Dlouhý Leander Paes               | 7:6(5), 7:6(10)               |
| Finalista     | 33.  | 16 listopada 2008    | Szanghaj                   | Twarda (hala)   | Mike Bryan | Daniel Nestor Nenad Zimonjić            | 6:7(3), 2:6                   |
| Zwycięzca     | 50.  | 18 stycznia 2009     | Sydney                     | Twarda          | Mike Bryan | Daniel Nestor Nenad Zimonjić            | 6:1, 7:6(3)                   |
| Zwycięzca     | 51.  | 31 stycznia 2009     | Australian Open, Melbourne | Twarda          | Mike Bryan | Mahesh Bhupathi Mark Knowles            | 2:6, 7:5, 6:0                 |
| Zwycięzca     | 52.  | 1 marca 2009         | Delray Beach               | Twarda          | Mike Bryan | Marcelo Melo André Sá                   | 6:4, 6:4                      |
| Zwycięzca     | 53.  | 12 kwietnia 2009     | Houston                    | Ceglana         | Mike Bryan | Jesse Levine Ryan Sweeting              | 6:1, 6:2                      |
| Finalista     | 34.  | 19 kwietnia 2009     | Monte Carlo                | Ceglana         | Mike Bryan | Daniel Nestor Nenad Zimonjić            | 4:6, 1:6                      |
| Finalista     | 35.  | 3 maja 2009          | Rzym                       | Ceglana         | Mike Bryan | Daniel Nestor Nenad Zimonjić            | 6:7(5), 3:6                   |
| Finalista     | 36.  | 5 lipca 2009         | Wimbledon, Londyn          | Trawiasta       | Mike Bryan | Daniel Nestor Nenad Zimonjić            | 6:7(7), 7:6(3), 6:7(3), 3:6   |
| Zwycięzca     | 54.  | 2 sierpnia 2009      | Los Angeles                | Twarda          | Mike Bryan | Benjamin Becker Frank Moser             | 6:4, 7:6(2)                   |
| Finalista     | 37.  | 23 sierpnia 2009     | Cincinnati                 | Twarda          | Mike Bryan | Daniel Nestor Nenad Zimonjić            | 6:3, 6:7(2), 13–15            |
| Zwycięzca     | 55.  | 11 października 2009 | Pekin                      | Twarda          | Mike Bryan | Mark Knowles Andy Roddick               | 6:4, 6:2                      |
| Finalista     | 38.  | 8 listopada 2009     | Bazylea                    | Twarda (hala)   | Mike Bryan | Daniel Nestor Nenad Zimonjić            | 2:6, 3:6                      |
| Zwycięzca     | 56.  | 29 listopada 2009    | Londyn                     | Twarda (hala)   | Mike Bryan | Maks Mirny Andy Ram                     | 7:6(5), 6:3                   |
| Zwycięzca     | 57.  | 31 stycznia 2010     | Australian Open, Melbourne | Twarda          | Mike Bryan | Daniel Nestor Nenad Zimonjić            | 6:3, 6:7(5), 6:3              |
| Zwycięzca     | 58.  | 28 lutego 2010       | Delray Beach               | Twarda          | Mike Bryan | Philipp Marx Igor Zelenay               | 6:3, 7:6(3)                   |
| Zwycięzca     | 59.  | 11 kwietnia 2010     | Houston                    | Ceglana         | Mike Bryan | Stephen Huss Wesley Moodie              | 6:3, 7:5                      |
| Zwycięzca     | 60.  | 2 maja 2010          | Rzym                       | Ceglana         | Mike Bryan | John Isner Sam Querrey                  | 6:2, 6:3                      |
| Zwycięzca     | 61.  | 16 maja 2010         | Madryt                     | Ceglana         | Mike Bryan | Daniel Nestor Nenad Zimonjić            | 6:3, 6:4                      |
| Zwycięzca     | 62.  | 1 sierpnia 2010      | Los Angeles                | Twarda          | Mike Bryan | Eric Butorac Jean-Julien Rojer          | 6:7(6), 6:2, 10–7             |
| Zwycięzca     | 63.  | 15 sierpnia 2010     | Toronto                    | Twarda          | Mike Bryan | Julien Benneteau Michaël Llodra         | 7:5, 6:3                      |
| Zwycięzca     | 64.  | 22 sierpnia 2010     | Cincinnati                 | Twarda          | Mike Bryan | Mahesh Bhupathi Maks Mirny              | 6:3, 6:4                      |
| Zwycięzca     | 65.  | 11 września 2010     | US Open, Nowy Jork         | Twarda          | Mike Bryan | Rohan Bopanna Aisam-ul-Haq Qureshi      | 7:6(5), 7:6(4)                |
| Zwycięzca     | 66.  | 10 października 2010 | Pekin                      | Twarda          | Mike Bryan | Mariusz Fyrstenberg Marcin Matkowski    | 6:1, 7:6(5)                   |
| Zwycięzca     | 67.  | 7 listopada 2010     | Bazylea                    | Twarda (hala)   | Mike Bryan | Daniel Nestor Nenad Zimonjić            | 6:3, 3:6, 10–3                |
| Finalista     | 39.  | 15 stycznia 2011     | Sydney                     | Twarda          | Mike Bryan | Lukáš Dlouhý Paul Hanley                | 7:6(6), 3:6, 5–10             |
| Zwycięzca     | 68.  | 30 stycznia 2011     | Australian Open, Melbourne | Twarda          | Mike Bryan | Mahesh Bhupathi Leander Paes            | 6:3, 6:4                      |
| Zwycięzca     | 69.  | 10 kwietnia 2011     | Houston                    | Ceglana         | Mike Bryan | John Isner Sam Querrey                  | 6:7(4), 6:2, 10–5             |
| Zwycięzca     | 70.  | 17 kwietnia 2011     | Monte Carlo                | Ceglana         | Mike Bryan | Juan Ignacio Chela Bruno Soares         | 6:3, 6:2                      |
| Finalista     | 40.  | 24 kwietnia 2011     | Barcelona                  | Ceglana         | Mike Bryan | Santiago González Scott Lipsky          | 7:5, 2:6, 10–12               |
| Zwycięzca     | 71.  | 8 maja 2011          | Madryt                     | Ceglana         | Mike Bryan | Michaël Llodra Nenad Zimonjić           | 6:3, 6:3                      |
| Zwycięzca     | 72.  | 12 czerwca 2011      | Londyn (Queen’s)           | Trawiasta       | Mike Bryan | Mahesh Bhupathi Leander Paes            | 6:7(2), 7:6(4), 10–6          |
| Zwycięzca     | 73.  | 2 lipca 2011         | Wimbledon, Londyn          | Trawiasta       | Mike Bryan | Robert Lindstedt Horia Tecău            | 6:3, 6:4, 7:6(2)              |
| Finalista     | 41.  | 14 sierpnia 2011     | Montreal                   | Twarda          | Mike Bryan | Michaël Llodra Nenad Zimonjić           | 4:6, 7:6(5), 5–10             |
| Zwycięzca     | 74.  | 30 października 2011 | Wiedeń                     | Twarda (hala)   | Mike Bryan | Maks Mirny Daniel Nestor                | 7:6(10), 6:3                  |
| Zwycięzca     | 75.  | 6 listopada 2011     | Walencja                   | Twarda (hala)   | Mike Bryan | Eric Butorac Jean-Julien Rojer          | 6:4, 7:6(9)                   |
| Zwycięzca     | 76.  | 14 stycznia 2012     | Sydney                     | Twarda          | Mike Bryan | Matthew Ebden Jarkko Nieminen           | 6:1, 6:4                      |
| Finalista     | 42.  | 29 stycznia 2012     | Australian Open, Melbourne | Twarda          | Mike Bryan | Leander Paes Radek Štěpánek             | 6:7(1), 2:6                   |
| Zwycięzca     | 77.  | 22 kwietnia 2012     | Monte Carlo                | Ceglana         | Mike Bryan | Maks Mirny Daniel Nestor                | 6:2, 6:3                      |
| Zwycięzca     | 78.  | 26 maja 2012         | Nicea                      | Ceglana         | Mike Bryan | Oliver Marach Filip Polášek             | 7:6(5), 6:3                   |
| Finalista     | 43.  | 9 czerwca 2012       | French Open, Paryż         | Ceglana         | Mike Bryan | Maks Mirny Daniel Nestor                | 4:6, 4:6                      |
| Finalista     | 44.  | 17 czerwca 2012      | Londyn (Queen’s)           | Trawiasta       | Mike Bryan | Maks Mirny Daniel Nestor                | 3:6, 4:6                      |
| Zwycięzca     | 79.  | 4 sierpnia 2012      | Londyn                     | Trawiasta       | Mike Bryan | Michaël Llodra Jo-Wilfried Tsonga       | 6:4, 7:6(2)                   |
| Zwycięzca     | 80.  | 12 sierpnia 2012     | Toronto                    | Twarda          | Mike Bryan | Marcel Granollers Marc López            | 6:1, 4:6, 12–10               |
| Zwycięzca     | 81.  | 7 września 2012      | US Open, Nowy Jork         | Twarda          | Mike Bryan | Leander Paes Radek Štěpánek             | 6:3, 6:4                      |
| Zwycięzca     | 82.  | 7 października 2012  | Pekin                      | Twarda          | Mike Bryan | Carlos Berlocq Denis Istomin            | 6:3, 6:2                      |
| Zwycięzca     | 83.  | 12 stycznia 2013     | Sydney                     | Twarda          | Mike Bryan | Maks Mirny Horia Tecău                  | 6:4, 6:4                      |
| Zwycięzca     | 84.  | 26 stycznia 2013     | Australian Open, Melbourne | Twarda          | Mike Bryan | Robin Haase Igor Sijsling               | 6:3, 6:4                      |
| Zwycięzca     | 85.  | 24 lutego 2013       | Memphis                    | Twarda (hala)   | Mike Bryan | James Blake Jack Sock                   | 6:1, 6:2                      |
| Zwycięzca     | 86.  | 17 marca 2013        | Indian Wells               | Twarda          | Mike Bryan | Treat Huey Jerzy Janowicz               | 6:3, 3:6, 10–6                |
| Finalista     | 45.  | 14 kwietnia 2013     | Houston                    | Ceglana         | Mike Bryan | Jamie Murray John Peers                 | 6:1, 6:7(3), 10–12            |
| Finalista     | 46.  | 21 kwietnia 2013     | Monte Carlo                | Ceglana         | Mike Bryan | Julien Benneteau Nenad Zimonjić         | 6:4, 6:7(4), 12–14            |
| Zwycięzca     | 87.  | 12 maja 2013         | Madryt                     | Ceglana         | Mike Bryan | Alexander Peya Bruno Soares             | 6:2, 6:3                      |
| Zwycięzca     | 88.  | 19 maja 2013         | Rzym                       | Ceglana         | Mike Bryan | Mahesh Bhupathi Rohan Bopanna           | 6:2, 6:3                      |
| Zwycięzca     | 89.  | 9 czerwca 2013       | French Open, Paryż         | Ceglana         | Mike Bryan | Michaël Llodra Nicolas Mahut            | 6:4, 4:6, 7:6(4)              |
| Zwycięzca     | 90.  | 16 czerwca 2013      | Londyn (Queen’s)           | Trawiasta       | Mike Bryan | Alexander Peya Bruno Soares             | 4:6, 7:5, 10–3                |
| Zwycięzca     | 91.  | 6 lipca 2013         | Wimbledon, Londyn          | Trawiasta       | Mike Bryan | Ivan Dodig Marcelo Melo                 | 3:6, 6:3, 6:4, 6:4            |
| Zwycięzca     | 92.  | 18 sierpnia 2013     | Cincinnati                 | Twarda          | Mike Bryan | Marcel Granollers Marc López            | 6:4, 4:6, 10–4                |
| Finalista     | 47.  | 27 października 2013 | Walencja                   | Twarda (hala)   | Mike Bryan | Alexander Peya Bruno Soares             | 6:7(3), 7:6(1), 11–13         |
| Zwycięzca     | 93.  | 3 listopada 2013     | Paryż                      | Twarda (hala)   | Mike Bryan | Alexander Peya Bruno Soares             | 6:3, 6:3                      |
| Finalista     | 48.  | 11 listopada 2013    | Londyn                     | Twarda (hala)   | Mike Bryan | David Marrero Fernando Verdasco         | 5:7, 7:6(3), 7–10             |
| Finalista     | 49.  | 16 lutego 2014       | Memphis                    | Twarda (hala)   | Mike Bryan | Eric Butorac Raven Klaasen              | 4:6, 4:6                      |
| Zwycięzca     | 94.  | 23 lutego 2014       | Delray Beach               | Twarda          | Mike Bryan | František Čermák Michaił Jełgin         | 6:2, 6:3                      |
| Zwycięzca     | 95.  | 16 marca 2014        | Indian Wells               | Twarda          | Mike Bryan | Alexander Peya Bruno Soares             | 6:4, 6:3                      |
| Zwycięzca     | 96.  | 30 marca 2014        | Miami                      | Twarda          | Mike Bryan | Juan Sebastián Cabal Robert Farah       | 7:6(8), 6:4                   |
| Zwycięzca     | 97.  | 13 kwietnia 2014     | Houston                    | Ceglana         | Mike Bryan | David Marrero Fernando Verdasco         | 4:6, 6:4, 11–9                |
| Zwycięzca     | 98.  | 20 kwietnia 2014     | Monte Carlo                | Ceglana         | Mike Bryan | Ivan Dodig Marcelo Melo                 | 6:3, 3:6, 10–8                |
| Finalista     | 50.  | 11 maja 2014         | Madryt                     | Ceglana         | Mike Bryan | Daniel Nestor Nenad Zimonjić            | 4:6, 2:6                      |
| Finalista     | 51.  | 5 lipca 2014         | Wimbledon, Londyn          | Trawiasta       | Mike Bryan | Vasek Pospisil Jack Sock                | 6:7(5), 7:6(3), 4:6, 6:3, 5:7 |
| Zwycięzca     | 99.  | 17 sierpnia 2014     | Cincinnati                 | Twarda          | Mike Bryan | Vasek Pospisil Jack Sock                | 6:3, 6:2                      |
| Zwycięzca     | 100. | 7 września 2014      | US Open, Nowy Jork         | Twarda          | Mike Bryan | Marcel Granollers Marc López            | 6:3, 6:4                      |
| Zwycięzca     | 101. | 12 października 2014 | Szanghaj                   | Twarda          | Mike Bryan | Julien Benneteau Édouard Roger-Vasselin | 6:3, 7:6(3)                   |
| Zwycięzca     | 102. | 2 listopada 2014     | Paryż                      | Twarda (hala)   | Mike Bryan | Marcin Matkowski Jürgen Melzer          | 7:6(5), 5:7, 10–6             |
| Zwycięzca     | 103. | 16 listopada 2014    | Londyn                     | Twarda (hala)   | Mike Bryan | Ivan Dodig Marcelo Melo                 | 6:7(5), 6:2, 10–7             |
| Zwycięzca     | 104. | 22 lutego 2015       | Delray Beach               | Twarda          | Mike Bryan | Raven Klaasen Leander Paes              | 6:3, 3:6, 10–6                |
| Zwycięzca     | 105. | 5 kwietnia 2015      | Miami                      | Twarda          | Mike Bryan | Vasek Pospisil Jack Sock                | 6:3, 1:6, 10–8                |
| Zwycięzca     | 106. | 19 kwietnia 2015     | Monte Carlo                | Ceglana         | Mike Bryan | Simone Bolelli Fabio Fognini            | 7:6(3), 6:1                   |
| Finalista     | 52.  | 6 czerwca 2015       | French Open, Paryż         | Ceglana         | Mike Bryan | Ivan Dodig Marcelo Melo                 | 7:6(5), 6:7(5), 5:7           |
| Zwycięzca     | 107. | 2 sierpnia 2015      | Atlanta                    | Twarda          | Mike Bryan | Colin Fleming Gilles Müller             | 4:6, 7:6(2), 10–4             |
| Zwycięzca     | 108. | 9 sierpnia 2015      | Waszyngton                 | Twarda          | Mike Bryan | Ivan Dodig Marcelo Melo                 | 6:4, 6:2                      |
| Zwycięzca     | 109. | 16 sierpnia 2015     | Montreal                   | Twarda          | Mike Bryan | Daniel Nestor Édouard Roger-Vasselin    | 7:6(5), 3:6, 10–6             |
| Finalista     | 53.  | 21 lutego 2016       | Delray Beach               | Twarda          | Mike Bryan | Oliver Marach Fabrice Martin            | 6:3, 6:7(7), 11–13            |
| Zwycięzca     | 110. | 10 kwietnia 2016     | Houston                    | Ceglana         | Mike Bryan | Víctor Estrella Santiago González       | 4:6, 6:3, 10–8                |
| Zwycięzca     | 111. | 24 kwietnia 2016     | Barcelona                  | Ceglana         | Mike Bryan | Pablo Cuevas Marcel Granollers          | 7:5, 7:5                      |
| Zwycięzca     | 112. | 15 maja 2016         | Rzym                       | Ceglana         | Mike Bryan | Vasek Pospisil Jack Sock                | 2:6, 6:3, 10–7                |
| Finalista     | 54.  | 4 czerwca 2016       | French Open, Paryż         | Ceglana         | Mike Bryan | Feliciano López Marc López              | 4:6, 7:6(6), 3:6              |
| Finalista     | 55.  | 28 stycznia 2017     | Australian Open, Melbourne | Twarda          | Mike Bryan | Henri Kontinen John Peers               | 5:7, 5:7                      |
| Zwycięzca     | 113. | 1 lipca 2017         | Eastbourne                 | Trawiasta       | Mike Bryan | Rohan Bopanna André Sá                  | 6:7(4), 6:4, 10–3             |
| Zwycięzca     | 114. | 30 lipca 2017        | Atlanta                    | Twarda          | Mike Bryan | Wesley Koolhof Artem Sitak              | 6:3, 6:4                      |
| Finalista     | 56.  | 3 marca 2018         | Acapulco                   | Twarda          | Mike Bryan | Jamie Murray Bruno Soares               | 6:7(4), 5:7                   |
| Finalista     | 57.  | 17 marca 2018        | Indian Wells               | Twarda          | Mike Bryan | John Isner Jack Sock                    | 6:7(4), 6:7(2)                |
| Zwycięzca     | 115. | 31 marca 2018        | Miami                      | Twarda          | Mike Bryan | Karen Chaczanow Andriej Rublow          | 4:6, 7:6(5), 10–4             |
| Zwycięzca     | 116. | 22 kwietnia 2018     | Monte Carlo                | Ceglana         | Mike Bryan | Oliver Marach Mate Pavić                | 7:6(5), 6:3                   |
| Finalista     | 58.  | 13 maja 2018         | Madryt                     | Ceglana         | Mike Bryan | Nikola Mektić Alexander Peya            | 3:5 krecz                     |
| Zwycięzca     | 117. | 24 lutego 2019       | Delray Beach               | Twarda          | Mike Bryan | Ken Skupski Neal Skupski                | 7:6(5), 6:4                   |
| Zwycięzca     | 118. | 30 marca 2019        | Miami                      | Twarda          | Mike Bryan | Wesley Koolhof Stefanos Tsitsipas       | 7:5, 7:6(8)                   |
| Finalista     | 59.  | 28 lipca 2019        | Atlanta                    | Twarda          | Mike Bryan | Dominic Inglot Austin Krajicek          | 4:6, 7:6(5), 9–11             |
| Zwycięzca     | 119. | 23 lutego 2020       | Delray Beach               | Twarda          | Mike Bryan | Luke Bambridge Ben McLachlan            | 3:6, 7:5, 10–5                |

### Osiągnięcia w turniejach Wielkiego Szlema i ATP Tour Masters 1000 (gra podwójna)
| Turniej                  | 1995                      | 1996                      | 1997                      | 1998                      | 1999                      | 2000                      | 2001                      | 2002                      | 2003                      | 2004                      | 2005                      | 2006                      | 2007                      | 2008                      | 2009                      | 2010                      | 2011                      | 2012                      | 2013                      | 2014                      | 2015                      | 2016                      | 2017                      | 2018                      | 2019                      | 2020                      | Wygrane turnieje | Bilans w turnieju |
| Wielki Szlem             | Wielki Szlem              | Wielki Szlem              | Wielki Szlem              | Wielki Szlem              | Wielki Szlem              | Wielki Szlem              | Wielki Szlem              | Wielki Szlem              | Wielki Szlem              | Wielki Szlem              | Wielki Szlem              | Wielki Szlem              | Wielki Szlem              | Wielki Szlem              | Wielki Szlem              | Wielki Szlem              | Wielki Szlem              | Wielki Szlem              | Wielki Szlem              | Wielki Szlem              | Wielki Szlem              | Wielki Szlem              | Wielki Szlem              | Wielki Szlem              | Wielki Szlem              | Wielki Szlem              | Wielki Szlem     | Wielki Szlem      |
| ------------------------ | ------------------------- | ------------------------- | ------------------------- | ------------------------- | ------------------------- | ------------------------- | ------------------------- | ------------------------- | ------------------------- | ------------------------- | ------------------------- | ------------------------- | ------------------------- | ------------------------- | ------------------------- | ------------------------- | ------------------------- | ------------------------- | ------------------------- | ------------------------- | ------------------------- | ------------------------- | ------------------------- | ------------------------- | ------------------------- | ------------------------- | ---------------- | ----------------- |
| Australian Open          | –                         | –                         | –                         | –                         | –                         | 1R                        | 1R                        | QF                        | 3R                        | F                         | F                         | W                         | W                         | QF                        | W                         | W                         | W                         | F                         | W                         | 3R                        | 3R                        | 3R                        | F                         | SF                        | QF                        | 3R                        | 6 / 21           | 77–15             |
| French Open              | –                         | –                         | –                         | –                         | 2R                        | 2R                        | 2R                        | QF                        | W                         | SF                        | F                         | F                         | QF                        | QF                        | SF                        | 2R                        | SF                        | F                         | W                         | QF                        | F                         | F                         | 2R                        | –                         | 3R                        | –                         | 2 / 20           | 68–18             |
| Wimbledon                | –                         | –                         | –                         | –                         | 3R                        | 1R                        | SF                        | SF                        | QF                        | 3R                        | F                         | W                         | F                         | SF                        | F                         | QF                        | W                         | SF                        | W                         | F                         | QF                        | QF                        | 2R                        | –                         | 3R                        | NH                        | 3 / 20           | 72–17             |
| US Open                  | 1R                        | 1R                        | 1R                        | 1R                        | 1R                        | QF                        | 2R                        | SF                        | F                         | 3R                        | W                         | 3R                        | QF                        | W                         | SF                        | W                         | 1R                        | W                         | SF                        | W                         | 1R                        | QF                        | SF                        | –                         | 3R                        | –                         | 5 / 24           | 67–19             |
| Bilans spotkań           | 0–1                       | 0–1                       | 0–1                       | 0–1                       | 3–3                       | 4–4                       | 6–4                       | 14–4                      | 14–3                      | 13–4                      | 21–3                      | 18–2                      | 17–3                      | 16–3                      | 19–3                      | 16–2                      | 16–2                      | 20–3                      | 22–1                      | 16–3                      | 10–4                      | 13–4                      | 11–4                      | 4–1                       | 9–4                       | 2–1                       | N/A              | 284–69            |
| ATP Finals               |                           |                           |                           |                           |                           |                           |                           |                           |                           |                           |                           |                           |                           |                           |                           |                           |                           |                           |                           |                           |                           |                           |                           |                           |                           |                           |                  |                   |
| ATP Finals               | –                         | –                         | –                         | –                         | –                         | –                         | RR                        | –                         | W                         | W                         | SF                        | RR                        | –                         | F                         | W                         | SF                        | SF                        | RR                        | F                         | W                         | SF                        | SF                        | RR                        | –                         | –                         | –                         | 4 / 15           | 38–24             |
| ATP Tour Masters 1000    |                           |                           |                           |                           |                           |                           |                           |                           |                           |                           |                           |                           |                           |                           |                           |                           |                           |                           |                           |                           |                           |                           |                           |                           |                           |                           |                  |                   |
| Indian Wells             | –                         | –                         | –                         | –                         | QF                        | 1R                        | 1R                        | QF                        | F                         | 2R                        | SF                        | F                         | 1R                        | QF                        | SF                        | 1R                        | 2R                        | QF                        | W                         | W                         | QF                        | QF                        | 1R                        | F                         | 2R                        | NH                        | 2 / 21           | 42–18             |
| Miami                    | –                         | –                         | –                         | –                         | QF                        | 3R                        | QF                        | 3R                        | SF                        | SF                        | 1R                        | F                         | W                         | W                         | SF                        | QF                        | 2R                        | SF                        | 1R                        | W                         | W                         | SF                        | SF                        | W                         | W                         | NH                        | 6 / 21           | 63–15             |
| Monte Carlo              | –                         | –                         | –                         | –                         | –                         | –                         | –                         | 1R                        | QF                        | –                         | F                         | –                         | W                         | QF                        | F                         | QF                        | W                         | W                         | F                         | W                         | W                         | 2R                        | –                         | W                         | –                         | NH                        | 6 / 14           | 34–7              |
| Stuttgart/Madryt         | –                         | –                         | –                         | –                         | –                         | –                         | 2R                        | SF                        | 1R                        | F                         | 1R                        | W                         | W                         | QF                        | 2R                        | W                         | W                         | 2R                        | W                         | F                         | 2R                        | QF                        | QF                        | F                         | 1R                        | NH                        | 5 / 19           | 34–14             |
| Rzym                     | –                         | –                         | –                         | –                         | –                         | –                         | QF                        | 1R                        | 2R                        | SF                        | F                         | QF                        | F                         | W                         | F                         | W                         | QF                        | QF                        | W                         | SF                        | 2R                        | W                         | SF                        | –                         | QF                        | –                         | 4 / 18           | 36–14             |
| Montreal/Toronto         | –                         | –                         | –                         | –                         | –                         | –                         | 2R                        | W                         | SF                        | 2R                        | SF                        | W                         | SF                        | F                         | SF                        | W                         | F                         | W                         | QF                        | 2R                        | W                         | QF                        | QF                        | –                         | QF                        | NH                        | 5 / 18           | 39–13             |
| Cincinnati               | –                         | –                         | 1R                        | –                         | 1R                        | 1R                        | QF                        | QF                        | W                         | 2R                        | 2R                        | F                         | F                         | W                         | F                         | W                         | SF                        | SF                        | W                         | W                         | QF                        | SF                        | QF                        | –                         | 2R                        | –                         | 5 / 21           | 40–16             |
| Szanghaj                 | Nie ATP Tour Masters 1000 | Nie ATP Tour Masters 1000 | Nie ATP Tour Masters 1000 | Nie ATP Tour Masters 1000 | Nie ATP Tour Masters 1000 | Nie ATP Tour Masters 1000 | Nie ATP Tour Masters 1000 | Nie ATP Tour Masters 1000 | Nie ATP Tour Masters 1000 | Nie ATP Tour Masters 1000 | Nie ATP Tour Masters 1000 | Nie ATP Tour Masters 1000 | Nie ATP Tour Masters 1000 | Nie ATP Tour Masters 1000 | QF                        | SF                        | QF                        | 2R                        | SF                        | W                         | 2R                        | SF                        | –                         | –                         | –                         | NH                        | 1 / 8            | 12–7              |
| Paryż                    | –                         | –                         | –                         | –                         | –                         | –                         | 1R                        | 2R                        | 1R                        | 1R                        | W                         | SF                        | W                         | 2R                        | QF                        | SF                        | 2R                        | 2R                        | W                         | W                         | QF                        | QF                        | QF                        | –                         | –                         | –                         | 4 / 17           | 22–13             |
| Hamburg                  | –                         | –                         | –                         | –                         | –                         | –                         | 2R                        | 1R                        | SF                        | F                         | QF                        | SF                        | W                         | F                         | Nie ATP Tour Masters 1000 | Nie ATP Tour Masters 1000 | Nie ATP Tour Masters 1000 | Nie ATP Tour Masters 1000 | Nie ATP Tour Masters 1000 | Nie ATP Tour Masters 1000 | Nie ATP Tour Masters 1000 | Nie ATP Tour Masters 1000 | Nie ATP Tour Masters 1000 | Nie ATP Tour Masters 1000 | Nie ATP Tour Masters 1000 | Nie ATP Tour Masters 1000 | 1 / 8            | 16–7              |
| Bilans spotkań           | 0–0                       | 0–0                       | 0–1                       | 0–0                       | 5–3                       | 2–3                       | 8–8                       | 12–8                      | 15–8                      | 12–8                      | 14–7                      | 23–6                      | 29–4                      | 23–6                      | 17–9                      | 23–5                      | 16–7                      | 16–6                      | 26–4                      | 30–3                      | 17–6                      | 15–8                      | 8–7                       | 16–2                      | 11–5                      | 0–0                       | N/A              | 338–124           |
| Ranking na koniec sezonu |                           |                           |                           |                           |                           |                           |                           |                           |                           |                           |                           |                           |                           |                           |                           |                           |                           |                           |                           |                           |                           |                           |                           |                           |                           |                           |                  |                   |
|                          | 1197                      | 663                       | 650                       | 161                       | 58                        | 63                        | 22                        | 8                         | 2                         | 4                         | 1                         | 1                         | 1                         | 3                         | 1                         | 1                         | 1                         | 2                         | 1                         | 1                         | 4                         | 5                         | 11                        | 14                        | 27                        | 31                        | N/A              | N/A               |

Legenda
     W, wygrał turniej
     F, przegrał w finale
     SF, przegrał w półfinale
     QF, przegrał w ćwierćfinale
     4R, 3R, 2R, 1R przegrał w IV, III, II, I rundzie
     RR, odpadł w fazie grupowej
     –, nie startował w turnieju głównym
     NH, turniej nie odbył się